# Пшемисловићи
Пшемисловићи (чеш. Přemyslovci, пољ. Przemyślidzi, Пшемисловци), су чешка краљевска династија која је владала Чешком (9. век — 1306), Пољском (1300—1306) и Аустријом (1253—1276).

## Почетак династије
Име династије, долази од легендарног оснивача, Пшемисла из села Стадице, мужа принцезе Либуше. Њих двоје се у Чешкој сматрају митским прецима свих Чеха. 
Први историјски припадник ове династије био је војвода Боривој , кога је 874. крстио Свети Методије. Године 895. Чешка је стекла независност од Велике Моравске. 
Војвода Отакар  Пшемисл (краљ 1198—1230) је 1198, добио наследну титулу краља Чешке. 

## Врхунац династије
Краљ Отакар  Пшемисл (владао 1253—1278) истакао се освајањима у Аустрији, експедицијама против Пруских племена, основао је Калињинград / Краловец / Кенингзберг и помагао развој трговине и градова. Био је познат широм Европе, а помиње га и Данте у „Божанственој комедији“. 
Вацлав II Пшемисл (краљ Чешке 1278-1305, краљ Пољске 1300—1305) постао је краљ и Чешке и Пољске 1300. За време његове владавине почела је експлоатација сребра у богатом руднику Кутна Хора. 
Смрћу краља Вацлава III, угасила се ова краљевска лоза. Чешка круна прешла је у посед династије Луксембург, а пољска династији Пјастовића. 

## Владари из породице Пшемисловића
- Боривој I (око 870—889)
- Збигњев I (895–915)
- Вратислав I (915—921)
- Вацлав, свети (921—935)
- Болеслав I Окрутни (935—972)
- Болеслав II Побожни (972—999)
- Болеслав III Риђи (999—1002)
- Владивој (1002—1003)
- Болеслав III (1003)
- Јаромир (1003)
- Болеслав III (1003)
- Јаромир (1004–1012)
- Олдрих (1012—1033)
- Јаромир (1033—1034)
- Олдрих (1034)
- Братислав I (1035–1055)
- Збигњев II (1055—1061)
- Вратислав II (1061—1092)
- Конрад I (1092)
- Братислав II (1092—1100)
- Боривој II (1101–1107)
- Сватоплук (1107—1109)
- Владислав I (1109—1117)
- Боривој II (1117—1120)
- Владислав I (1120—1125)
- Собјеслав I (1125—1140)
- Владислав II (1140—1172)
- Бедржих (1172—1173)
- Собјеслав II (1173—1178)
- Бедржих (1178—1189)
- Конрад II (1189—1191)
- Вацлав II (1191—1192)
- Отакар I Пшемисл (1192—1193)
- Јиржи Бжетислав (1193—1197)
- Владислав III Јиржи (1197)
- Отакар I Пшемисл (1197—1198)

### Краљеви Чешке
- Отакар I Пшемисл (1198–1230)
- Вацлав I од Чешке (1230—1253)
- Отакар II Пшемисл (1253—1278)
- Вацлав II од Чешке (1278—1300)
- Вацлав III (1305–1306)

### Краљеви Чешке и Пољске
- Вацлав II (1300–1305)
- Вацлав III (1305—1306)